# Iwanowskaja (przystanek kolejowy)
Iwanowskaja (ros. Ивановская) – przystanek kolejowy w miejscowości Otradnoje, w rejonie kirowskim, w obwodzie leningradzkim, w Rosji. Położony jest na linii Petersburg - Mga.